# Mops trevori
Mops trevori es una especie de murciélago de la familia Molossidae.

## Distribución geográfica
Se encuentra en dos lugares distintos: uno en  África occidental (Guinea Costa de Marfil, Ghana y Nigeria) y otro en el África central (República Centroafricana, República Democrática del Congo, Sudán y Uganda).